# توماس غالاغير
توماس غالاغير (بالإنجليزية: Thomas Gallagher)‏ هو سياسي أمريكي، ولد في 20 نوفمبر 1883 في بيتسبرغ في الولايات المتحدة، وتوفي بنفس المكان في 14 مارس 1967. حزبياً، نشط في الحزب الديمقراطي. وقد انتخب عمدة بيتسبرغ (15 يناير 1959 – 2 ديسمبر 1959) وانتخب عضو مجلس نواب بنسيلفانيا.